# Piletocera phaeocraspedalis
Piletocera phaeocraspedalis là một loài bướm đêm trong họ Crambidae.